# Coll de Sóller

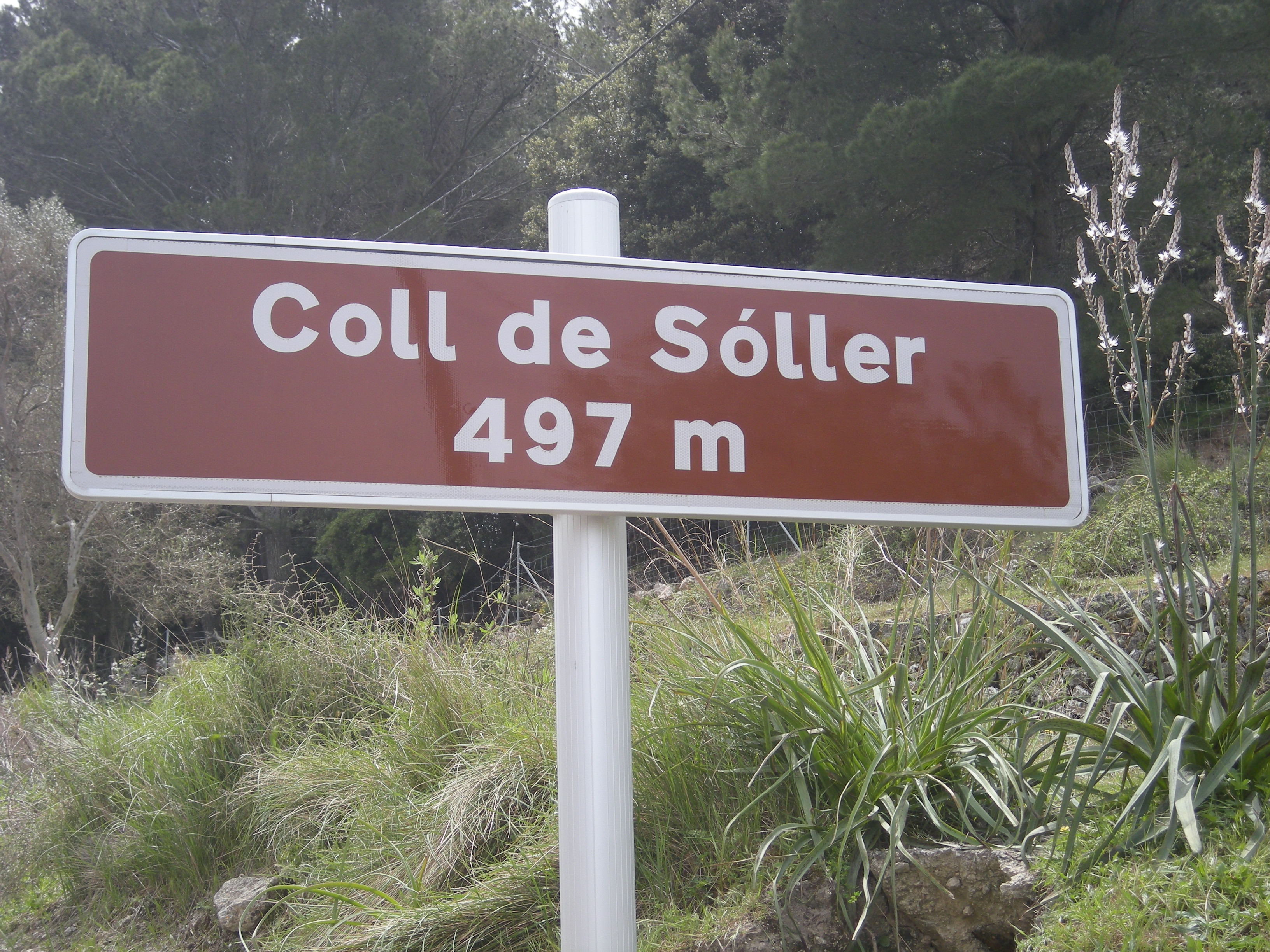

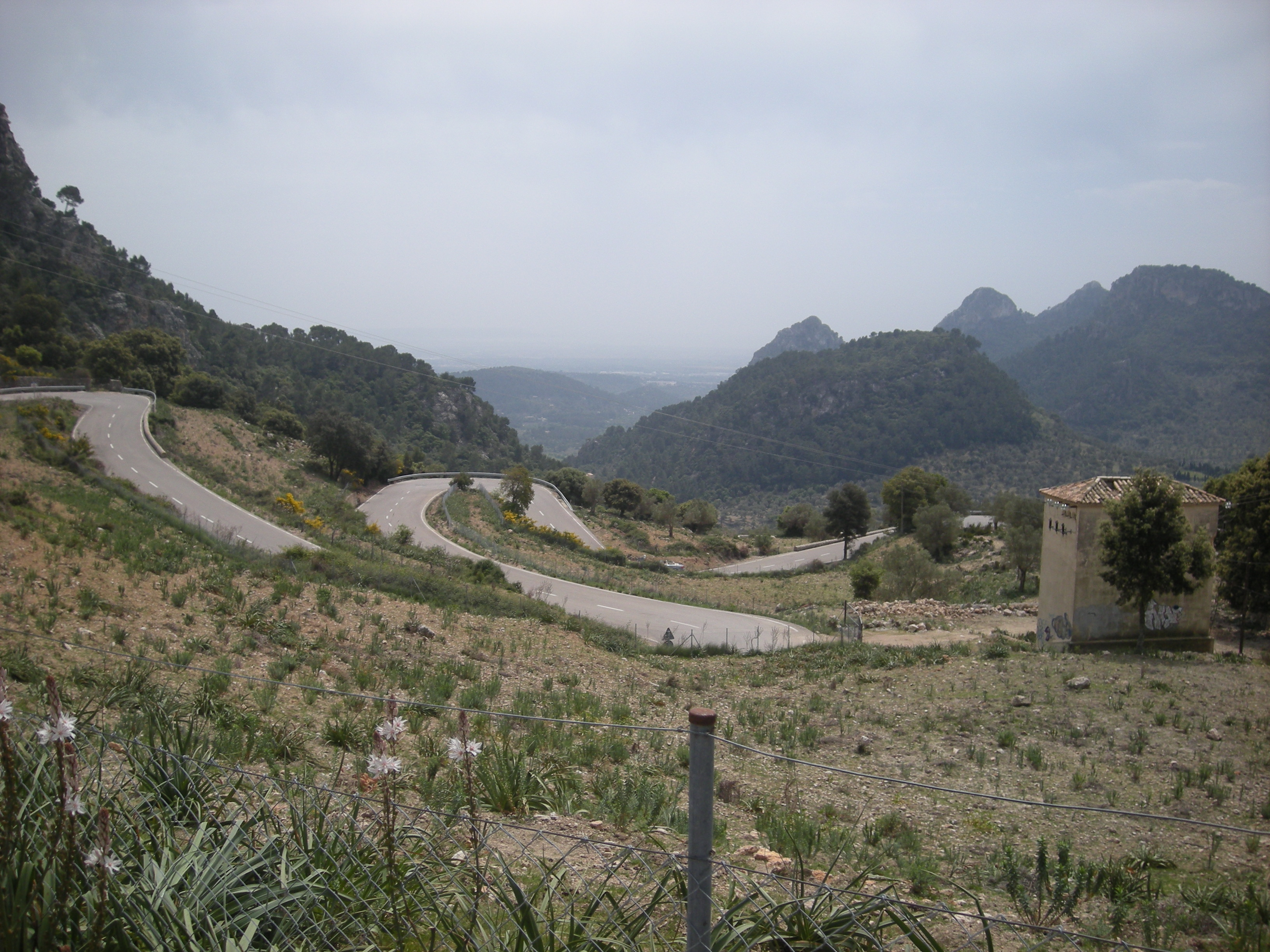
Ansicht Teilstrecke im oberen Drittel

Der Coll de Sóller ist ein Gebirgspass der Serra de Tramuntana auf der Baleareninsel Mallorca.
Der 497 Meter hohe Pass befindet sich zwischen den Bergmassiven von Alfabia und Teix und trennt die südliche Tiefebene Pla de Mallorca vom Sóller-Tal an der Nordküste.
Bis zur Fertigstellung des Sóller-Tunnels im Jahre 1999 bildete die Passstraße Ma-11A die Hauptverbindung zwischen Palma und Sóller.
Der rund 6,8 Kilometer lange Anstieg mit bis zu 17 % Steigung verläuft über rund 36 Kurven und zahlreiche Spitzkehren.
Heute ist die Passstraße eine beliebte Bergtrainings- und Wettbewerbsrennstrecke für Radrennfahrer der Kategorie 3. Auf der Passhöhe befindet sich ein Parkplatz, der Ausgangspunkt für zahlreiche Wanderrouten ist und das Restaurant D'alt des Coll.